# イ・ジュヒョン (アイスホッケー)
イ・ジュヒョン（1998年5月11日 - ）は、韓国出身のプロアイスホッケー選手。ポジションはフォワード。アジアリーグアイスホッケーのHLアニャンに所属。

## 経歴
京畿高等学校から延世大学へ進学。
2020-2021シーズンに安養ハルラへ入団。
2023-2024シーズンはチームが2シーズン連続となる8度目の優勝を果たし、イも優勝を経験することになった。